# Plagithmysus koebelei
Plagithmysus koebelei är en skalbaggsart som först beskrevs av Perkins 1908.  Plagithmysus koebelei ingår i släktet Plagithmysus och familjen långhorningar. Inga underarter finns listade i Catalogue of Life.